# Edith Schless-Störtenbecker
Edith Schless-Störtenbecker (7 de febrero de 1962) es una jinete alemana que compitió en la modalidad de concurso completo. Ganó una medalla de bronce en el Campeonato Mundial de Concurso Completo de 1990, en la prueba por equipos.

## Palmarés internacional
| Campeonato Mundial | Campeonato Mundial | Campeonato Mundial | Campeonato Mundial |
| Año                | Lugar              | Medalla            | Categoría          |
| ------------------ | ------------------ | ------------------ | ------------------ |
| 1990               | Estocolmo (Suecia) | Medalla de bronce  | Por equipos        |